# Chmielno (województwo zachodniopomorskie)
Chmielno (do 1945 niem. Hopfenberg) – wieś w północno-zachodniej Polsce położona w województwie zachodniopomorskim, w powiecie koszalińskim, w gminie Bobolice.
Według danych z 31 grudnia 2002 roku wieś miała 141 mieszkańców.
Miejscowość jest siedzibą sołectwa "Chmielno".
W latach 1954–1959 wieś należała i była siedzibą władz gromady Chmielno, po jej zniesieniu w gromadzie Bobolice.